# Ingénieur architecte
 (juillet 2023).
 (février 2022).
 (août 2011).
 (novembre 2019).
- Si vous ne connaissez pas le sujet, laissez ce bandeau (vous pouvez alors contacter les auteurs).
- Si vous supprimez le contenu mis en cause (vous pouvez préalablement contacter les auteurs),

argumentez précisément cette suppression dans la page de discussion
(un manque de référence n'est pas un argument ; une recherche réelle de référence doit avoir été effectuée, être formellement documentée).
Le double parcours ingénieur-architecte ou architecte-ingénieur est une formation qui vise l'obtention de deux diplômes : architecte DE (diplômé d'État) et ingénieur Bac plus cinq, le plus souvent en génie civil (structure, construction, énergétique, environnement) et plus rarement en génie urbain. Les ingénieurs-architectes ou architectes-ingénieurs restent rares en France. L'ouverture européenne a conduit quelques Ensa à aller dans ce sens, les deux formations étant souvent moins distinctes dans d'autres pays, quand elles ne sont pas simplement confondues.

## Formation
En France, le double parcours repose souvent sur un partenariat entre une école d'architecture et une école d'ingénieurs géographiquement proches l'une de l'autre. Il est possible de suivre le cursus dans les deux sens différents : ingé/archi ou archi/ingé.
- Depuis les années 1980, l'ENSA de Lyon permet des doubles parcours avec l'ENTPE.
- En 1996, l'Insa et l'ENSA de Toulouse et l'Insa et l'ENSA de Lyon ont mis en place des doubles parcours qui initié la formule actuelle en sept ans qui se met en place depuis dans d'autres Ensa françaises.
- Depuis 2002, l'INSA de Strasbourg a mis en place en interne un cursus permettant aux architectes d'obtenir également un diplôme d'ingénieur.
- En 2005, une première convention liant l'INSA de Rennes et l'ENSAB met en place un double parcours Ingénieur - Architecte. En 2012, une nouvelle convention est signée. Cette convention met en place un double-cursus très proche de celui proposé par les écoles de Lyon et Toulouse.
- Depuis 2006, les ENSA de Paris-La Villette et de Nantes, puis Marseille, et aussi Clermont-Ferrand proposent un double parcours.
- Depuis 2007, l'INSA de Strasbourg offre également un parcours permettant aux ingénieurs de devenir architectes. Ce diplôme est reconnu par l'Union européenne depuis décembre 2011.
- En 2010, l'EIVP a mis en place un bi-cursus Ingénieur/Architecte et Architecte/Ingénieur avec l'ENSAPLV. Cette même année l'École des mines d'Alès a mis en place une convention de parcours bi-diplômant « Ingénieur Architecte » avec l'Université de Liège[1].
- En 2020, l'INSA de Rouen ouvre elle aussi son double cursus en partenariat avec l'ENSA Normandie. Après un an de prépa à l'INSA, il est possible de devenir ingénieur architecte après 6 ou 7 ans.

La durée totale des études est au plus court de six ans et demi, soit un gain de temps par rapport à l'enchaînement d'études d'architecte (5 ans + 1 an pour exercer en son nom propre) et d'ingénieur (5 ans).
La grande particularité du bi-cursus EIVP-ENSAPLV : les élèves suivent en parallèle le cursus d'ingénieur et celui d'architecte. Les deux écoles sont géographiquement très proches ce qui facilite les déplacements.
En 2014, l'INSA de Strasbourg met en place un parcours de double formation intégrée permettant à 32 architectes et 24 ingénieurs qui le suivent d'obtenir un diplôme de niveau licence en architecture et ingénierie puis d'obtenir à bac+6 leur diplôme final d'architecte ou d'ingénieur.

### Doubles parcours entre des ENSA et des INSA (Lyon, Toulouse, Strasbourg, Rennes)
- Il est possible de suivre un double cursus à l'INSA de Toulouse ou de Lyon et à l'ENSA de Toulouse ou de Lyon. Dans le sens ingé/archi, les étudiants en Génie Civil et Urbanisme (GCU) suivent, durant leurs années d'étude à l'INSA, des cours d'architecture dans les Écoles Nationales Supérieures d'Architecture de Lyon ou de Toulouse. À l'obtention de leur diplôme d'ingénieur INSA, ils intègrent l'ENSA de Toulouse ou de Lyon pour une formation de 2 ans qui leur délivrera le diplôme d'architecte d'état. Dans le sens archi/ingé, les étudiants de l'ENSA de Toulouse ou de Lyon suivent de la même façon des cours à l'INSA en parallèle de leur scolarité à l'ENSA. Ils intègrent l'INSA après avoir obtenu leur diplôme d'architecte, pour une durée de 2 ans. Cependant ces formations sont très sélectives et l'accession au double cursus se fait par une sélection lors de la seconde année d'étude pour pouvoir ensuite suivre les cours simultanément.

- L'INSA de Strasbourg est la seule école  française à posséder des départements ingénieurs et un département architecture en son sein. La formation des architectes comporte des enseignements scientifiques dispensés par les enseignants des autres départements ingénieurs de l'école (ex : résistance des matériaux, thermique, énergies renouvelables, structures, etc.). À partir de la rentrée 2014, l’INSA de Strasbourg valorise la formation en ingénierie de ses étudiants en architecture. Les études conduisent à l’obtention du diplôme d’architecte INSA et d’un diplôme en ingénierie de niveau licence. Cette formation d’architecte renforcée en ingénierie, dure 6 ans, après le concours d’entrée à bac+1. Ces étudiants ont la possibilité d’obtenir, en plus du diplôme d’architecte, un diplôme d’ingénieur.
- A l'INSA de Strasbourg 24 élèves ingénieurs, 12 ingénieurs en génie civil et 12 ingénieurs en génie climatique et énergétique, sont sélectionnés à l’issue de leur première année à l’INSA de Strasbourg et ont la possibilité de préparer, en plus de leur diplôme d’ingénieur, un diplôme en architecture de niveau licence. Ils suivent un double cursus en 6 ans et seront, pendant les trois premières années de leur double cursus, en classe commune avec les architectes. Ces étudiants ont la possibilité d’obtenir, en plus du diplôme d’ingénieur, un diplôme d’architecte INSA de Strasbourg, en s’engageant dans une septième année d’étude post-bac.
- Il est possible de suivre un double cursus à l'INSA de Rennes et l'ENSAB (École nationale supérieure d'architecture de Bretagne). Dans le sens ingé/archi, les étudiants en Génie Civil et Urbain (GCU) suivent, durant leurs années d'étude à l'INSA, des cours d'architecture dans l'École nationales supérieures d'architecture de Bretagne. À l'obtention de leur diplôme d'ingénieur INSA, ils intègrent l'ENSAB pour une formation de 2 ans (Master en architecture) qui leur délivrera le diplôme d'architecte d'état. Dans le sens archi/ingé, les étudiants de l'ENSAB suivent de la même façon des cours à l'INSA en parallèle de leur scolarité à l'ENSAB. Ils intègrent l'INSA après avoir obtenu leur diplôme d'architecte, pour une durée de 2 ans[2][source insuffisante].

### Double cursus EIVP- ENSAPLV
Le Bicursus Ingénieur/Architecte entre l'EIVP - École des ingénieurs de la ville de Paris (génie urbain), et l'ENSAPLV - École nationale supérieure d'architecture de Paris-La Villette existe depuis 2010. Les deux écoles proposent à leurs élèves un bi-cursus Ingénieur/Architecte en 5 ans ou Architecte/Ingénieur en 7 ans selon l'école d'origine et le niveau initial des candidats.
L’admission en bi-cursus Ingénieur/Architecte se fait après l’intégration à l’EIVP en première année, dès la rentrée, sur dossier puis entretien. Le bi-cursus n’est pas accessible aux élèves fonctionnaires.
L’admission en bi-cursus Architecte/Ingénieur, concerne les lycéens en terminale S, acceptés à l’ENSAPLV après sélection de dossier et entretien.
Nombre de places : 8 en Ingénieur/Architecte et 8 en Architecte/Ingénieur
Les deux cursus sont menés en parallèle, l'emploi du temps est aménagé.
À l’issue des deux formations les élèves possèdent le diplôme d'ingénieur EIVP (spécialité génie urbain) et le diplôme d'architecte.

### Double parcours École Centrale de Lille - Faculté polytechnique de Mons - École polytechnique de Milan
Depuis 1989, l'École centrale de Lille permet à ses élèves-ingénieurs de suivre une filière de double diplôme  « ingénieur-architecte » européen. Les élèves-ingénieurs qui sélectionnent les modules électifs d’approfondissement en conception architecturale et construction durable lors de leur seconde année de formation d'ingénieur à l'École Centrale de Lille sont éligibles à poursuivre leur formation européenne en architecture durant les deux années suivantes.
Ce programme de master « ingénieur-architecte » européen est mis en œuvre entre
- l'École centrale de Lille (France)
- l'Université de Mons (Belgique)
- l'École polytechnique de Milan (Italie).

Il permet d'obtenir en quatre ans (2+2) le diplôme d'ingénieur et la reconnaissance européenne du titre d’« ingénieur-architecte », assurant la libre installation professionnelle permettant d'exercer cette profession réglementée dans toute l'Europe.

### Double parcours École IMT Nord Europe - Faculté polytechnique de Mons
L'École IMT Nord Europe permet à ses élèves-ingénieurs de suivre une filière de double diplôme  « ingénieur-architecte » européen. Les élèves-ingénieurs suivant le cursus de Génie Civil dans le Domaine Eco-matériaux et Structures peuvent demander à suivre un double diplôme avec la faculté polytechnique de Mons (Belgique) en Ingénieur Civil Architecte. Cette formation regroupe la pratique de l’ingénieur et la conception créative de l’architecte tout en évitant un allongement des études. Cette double compétence (ingénieur et architecte) réunie dans une même filière de formation est spécifique à la Belgique. Elle est par ailleurs complétée par le bagage technique, managérial et entrepreneurial développé durant les 2 années passées à l’École IMT Nord Europe. Le cursus se suit en 4 ans, 2 ans sur le site de Douai (France) pour le diplôme d'ingénieur en Génie Civil et 2 ans à Mons (Belgique) pour le diplôme d'ingénieur civil architecte.

### Double parcours École Centrale de Nantes - ENSA de Nantes
L'école d'ingénieurs généraliste Centrale Nantes permet aux élèves ingénieur-architecte de suivre un double parcours aménagé avec des enseignements d'architecture en 1re et 2e année (cycle préparatoire de l'enseignement en architecture).Les élèves s'engagent ensuite dans le double diplôme Ingénieur-Architecte en intégrant en 3e année l'option Génie Civil et Environnement filière construction jusqu'en fin mars puis en suivant l'enseignement du 6e semestre de la licence en Architecture.
La formation se poursuit avec 1 an et demi en 2nd cycle (Master) à l'ENSA Nantes. La formation Architecte-Ingénieur est également proposée aux élèves de l'ENSA Nantes.

### Double parcours École Centrale de Lyon - ENSA de Lyon
École d'ingénieurs généraliste classée dans les dix premières française, l'EC Lyon propose depuis 2002 un double cursus avec l'ENSA de Lyon, dans le sens archi→ingé et ingé→archi.

### Double parcours CentraleSupélec - École polytechnique de Milan
L'école d'ingénieurs généraliste CentraleSupélec permet à ses élèves-ingénieurs de suivre une filière de double diplôme  « ingénieur-architecte » européen à l'École polytechnique de Milan (Italie).

### Double cursus ENTPE-ENSAL
La présence sur le même campus de l'École Nationale Supérieure d'Architecture de Lyon et de l'École Nationale des Travaux Publics de l'État permet aux étudiants, après sélection, de s'engager, dans un double cursus.
- Il est ainsi possible aux élèves ingénieurs de l'ENTPE, qu'ils soient civils ou fonctionnaires, de suivre la formation ingénieur-architecte permettant l'obtention du diplôme d'architecte de l'ENSAL. Cette formation complémentaire à leur formation d'ingénieur comprend 450 heures d'enseignements spécifiques réparties sur trois années pour l'obtention de la Licence. Ils ont ensuite la possibilité d’intégrer l’ENSAL en première année de second cycle pour l'obtention du Master en 2 ans.
- De même, les étudiants de l'ENSAL, peuvent suivre une formation d'ingénierie à l'ENTPE. Durant la troisième année du premier cycle et le second cycle, les étudiants valident 450 heures d'enseignements spécifiques assurés par l'ENTPE. À l'issue de ces trois années de double cursus, les étudiants peuvent postuler pour terminer leurs études d'ingénieur en deux ans à l'ENTPE.

Les étudiants en double-cursus à l'ENTPE et l'ENSAL animent un collectif, AIR - Architectes ingénieurs rassemblés, visant à partager des expériences et des informations sur la formation.

### Bicursus ingénieur-architecte de l'ESTP et de l'ENSAPLV
Le bicursus ingénieur-architecte entre l'ESTP Paris et l'ENSAPLV (École nationale supérieure d'architecture de Paris La Villette) existe depuis 2006. L'École spéciale des travaux publics, du bâtiment et de l'Industrie est une grande école d'ingénieur généraliste formant les cadres supérieurs du BTP en France.
L'ESTP développe ce double cursus avec l'ESA de Troyes depuis 2020.
- Dans le sens ingénieur/architecte[4][source insuffisante] Cette formation est réservée aux élèves de l'ESTP de première année de la filière Bâtiment (B). Les élèves sont sélectionnés en début d'année à la suite d'un entretien. Pendant les trois premières années, les élèves suivent le cursus ingénieur et des cours à l'école d'architecture. En troisième année, ils ne font pas leur TFE (qui sera effectué à l'issue du cursus) et passent le deuxième semestre à temps plein à l'école d'architecture. Ils suivent ensuite les deux années de master avec les autres élèves à l'école d'architecture et termine par un TFE/PFE qui permet d'affirmer leur double compétence.

- Dans le sens architecte/ingénieur : Les étudiants titulaires d'un bac S avec mention peuvent postuler à cette double formation[5][source insuffisante]. Lors des cinq premières années (correspondant au cycle Architecte), les élèves suivent des cours supplémentaires à l'ESTP afin d'acquérir les compétences scientifiques nécessaires.

Ils suivent ensuite le cursus bâtiment de l'ESTP et terminent par un PFE/TFE.

### École des ponts et chaussées - ENSA de Marne-la-Vallée
L'École nationale des ponts et chaussées (ENPC) propose, en association avec l'École d'architecture de la ville et des territoires à Marne-la-Vallée (EAVT) un double cursus « structure et architecture ».
- Pour les étudiants de l'École des Ponts. Après leur intégration au département Génie civil et Construction en 2e année, ils bénéficient de cours de remise à niveau, et de cours de projet avec les 4e et 5e année de l'EAVT. À la fin de leur 3e année aux Ponts, ils ne sont pas titulaires d'une licence en architecture. Par la suite, ils peuvent soumettre des dossiers de validation des acquis à différentes ENSA afin d'être accepté en Master1 et obtenir un diplôme en validant ce master. Ce double parcours dans le sens ingénieur-architecte nécessite donc 7 ans après le baccalauréat avant l'obtention des deux diplômes (grade de deux master).

- Pour les étudiants de l'ENSA Marne la Vallée. Au cours du cycle de master (4e et 5e année), les étudiants peuvent suivre des cours à l'École des Ponts: initiation à la mécanique, résistance des matériaux, techniques de construction et projet. Pour obtenir un diplôme de l'École des Ponts, il leur faudra alors, après sélection, suivre 1 année supplémentaire à l'UPEM pour valider les cours de la dernière année de Licence en Mathématiques-Physique, puis après sélection, suivre et valider les 2 années supplémentaires du cursus Génie Civil et Construction complet de l'Ecole des Ponts. Ce double parcours dans le sens architecte-ingénieur nécessite donc 8 ans après le baccalauréat avant l'obtention des deux diplômes (grade de deux master).
- Admissible aux élèves X-Ponts

### Polytech Marseille - ENSA Marseille
Depuis 2009, ces écoles de Marseille (Polytech Marseille et ENSA Marseille) proposent la formation de double cursus dans les deux sens : ingénieur - architecte et architecte- ingénieur. Les études s'étalent sur 7 ans dont les cinq premières années permettent d'obtenir le diplôme de l'école d'origine (Architecte DE ou Ingénieur) et l'équivalence des trois premières années de l'autre formation ; les deux années suivantes permettent d'obtenir le second diplôme. Les études comprennent la quasi-intégralité des enseignements des deux cursus.

### École des mines d'Alès - université de Liège - université de Mons - architecture Montpellier ENSAM
L’université de Liège (ULg) et l’École des mines d’Alès (EMA) ont signé une convention par laquelle des étudiants de 2e année de l’EMA peuvent intégrer le master Ingénieur civil architecte de l’ULg par le biais d’une année passerelle. Cette année passerelle forme les étudiants français aux savoirs et au savoir-faire qui caractérisent la formation de bachelier des ingénieurs architectes de l’ULg. Les étudiants de l’EMA accèdent ensuite directement au master Ingénieur civil architecte de l’ULg. Au terme de leurs études, ces étudiants disposent d’un double diplôme EMA-ULg répondant simultanément aux conditions imposées par les deux institutions pour la délivrance de leur grade respectif.
Cette convention est particulièrement avantageuse pour les étudiants ingénieurs de l’EMA. En effet, elle leur donne accès, à l’ULg, à une formation de pointe alliant la pratique de l’ingénieur et la conception créative de l’architecte tout en évitant un allongement de leurs études.Cette double compétence (ingénieur et architecte) réunie dans une même filière de formation est spécifique à la Belgique.
Elle est par ailleurs complétée par le bagage technique, managérial et entrepreneurial développé durant les 2 années passées à l’École des Mines d’Alès.Grâce à cette formation, les étudiants réalisent un parcours de 5 années (2 à l’EMA, 1+2 à l’ULg) et obtiennent deux diplômes de valeur ainsi qu’une expérience significative à l’international à Liège.

### École des Hautes Études d'Ingénieur (Lille) - Faculté d'Architecture Saint-Luc à Tournai - ENSAP Lille
HEI Lille propose à ses étudiants de 4e année ayant choisi le domaine BAA ( Bâtiment aménagement architecture) de suivre des cours en parallèle à l'école nationale supérieure d'architecture et de paysage de Lille ou à la faculté d'architecture Saint Luc à Tournai en Belgique.
À la fin de leur cursus à HEI, les élèves sont titulaires d'un diplôme d'ingénieur généraliste HEI domaine BAA. Par la suite ils peuvent entrer en Licence 3 en école d'architecture et obtenir également leur diplôme d'architecte en 3 ans  (+1 an pour obtenir L'Habilitation à exercer la maîtrise d’œuvre en nom propre).
Cette formation permet de passer d'une école à l'autre en utilisant le principe de l'équivalence pédagogique qui s'applique après tout diplôme d'ingénieur civil vers les écoles d'architecture. Il n'y a pas à ce jour de partenariat officiel permettant d'obtenir un diplôme d'architecte en parallèle de celui de l'ingénieur dans cette école.

## Architectes-ingénieurs notoires
- Paul Andreu, ingénieur et architecte français (X-Ponts, Beaux-Arts de Paris), chargé de nombreuses structures aéroportuaires, dont l'aéroport Paris-Charles-de-Gaulle (1967-2003), et du Grand Théâtre national de Pékin (2007).
- Santiago Calatrava, architecte et ingénieur espagnol (Escuela Tecnica Superior de Arquitectura de Valence, EPFZ), chargé de nombreux ponts, de la gare de Lyon-Saint-Exupéry TGV (1994) et du Turning Torso de Malmö (2005).
- Jean-Marie Duthilleul et Étienne Tricaud, ingénieurs X-Ponts et architectes français, chargés de nombreuses gares ferroviaires, fondateurs de l'agence AREP.
- Jacques Ferrier, ingénieur et architecte français (Centrale Paris, architecte DPLG), chargé du Delivery Centre d'Airbus (2006), de la Cité de la voile Éric Tabarly (2008) et du pavillon français de l'exposition de Shanghai (2010).
- Daniel Kahane, ingénieur ETP et architecte français, premier grand prix de Rome d'architecture (en 1967, le dernier décerné), membre de l'Académie d'architecture, promoteur du béton de ciment blanc.
- Bertrand Lemoine, ingénieur et architecte français (X, Ponts, architecte DPLG), historien, auteur de nombreux ouvrages, ancien président de l'Académie d'Architecture
- Marc Mimram, ingénieur et architecte français (Ponts, architecte DPLG).
- Rudy Ricciotti, ingénieur et architecte français (École d'ingénieur de Genève, ENSA-Marseille).
- Pierre Thevenin, ingénieur ESTP et architecte de golf français.
- Iannis Xenakis, ingénieur (École polytechnique d'Athènes), architecte et compositeur français d'origine grecque.
- Pierre Goudiaby Atepa, un ingénieur-architecte sénégalais responsable de grande œuvre comme Le siège de la CEDEAO à Lomé (Togo) et l'aéroport international de Banjul en Gambie.